# Grabnik (Stare Juchy)
Grabnik (deutsch Grabnick) ist ein Dorf in der polnischen Woiwodschaft Ermland-Masuren und gehört zur Landgemeinde Stare Juchy (Alt Jucha) im Powiat Ełcki (Kreis Lyck).

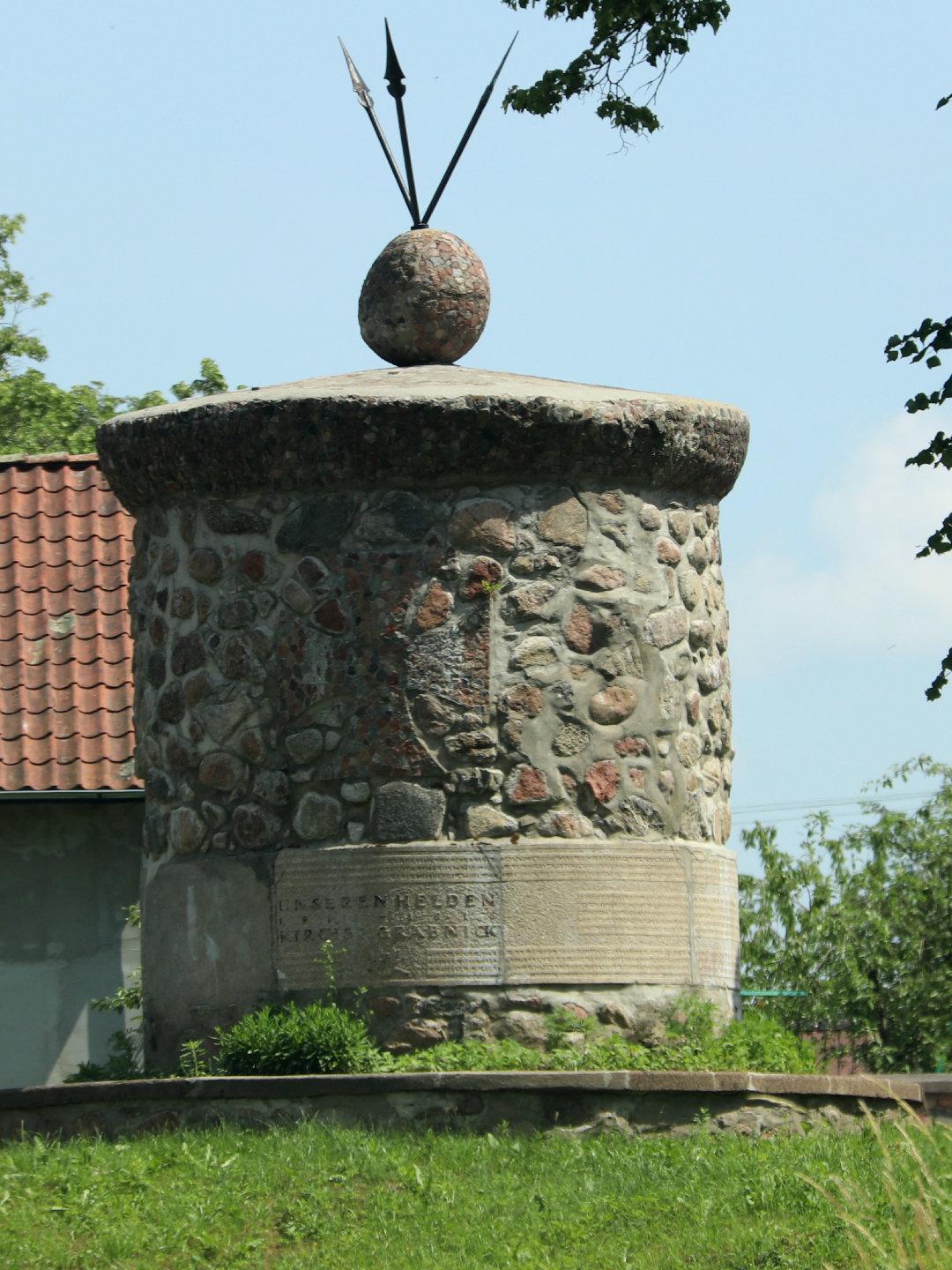
Kriegerdenkmal Grabnik

## Geographische Lage
Grabnik liegt am Westufer des Jezioro Grabnik (deutsch Grabnick-See) im Osten der Woiwodschaft Ermland-Masuren. Die Kreisstadt Ełk (Lyck) liegt elf Kilometer in südöstlicher Richtung entfernt.

## Geschichte
Das Gründungsjahr des alten Kirchdorfs Grabnick (vor 1774 Grabnik, nach 1785 Grabnicken) ist das Jahr 1484, dokumentiert durch eine Handfeste. Der Einfall der Tataren 1656/57 hinterließ schreckliche Spuren an Tod, Gefangennahme und Brandschatzung. Noch lange Zeit steckte in der Turmfahne auf der Kirche ein Tatarenpfeil.
Im 19. Jahrhundert entstand das Gutshaus, eingeschossig und mit Satteldach. Der ursprüngliche Eingang in der Mitte der Fassade wurde zugemauert. Vom Park haben sich bis heute einige Teile erhalte. Das Gut Grabnick wurde bereits gegen Ende des 19. Jahrhunderts aufgesiedelt.
Zwischen 1874 und 1945 war Grabnick Amtssitz und damit namensgebend für einen Amtsbezirk, der zum Kreis Lyck im Regierungsbezirk Gumbinnen (ab 1905: Regierungsbezirk Allenstein) in der preußischen Provinz Ostpreußen gehörte. Im Jahre 1910 zählte das Dorf 834 Einwohner.
Am 14. Februar 1915 war Kaiser Wilhelm II. anlässlich der Winterschlacht an den Masurischen Seen in Grabnick. Er informierte sich in der Nähe der Front über das Kriegsgeschehen im Osten gegen die Russen. Ein Kaiserstein erinnerte an der Stelle, wo der Kaiser mit einem Scherenfernrohr die Schlacht verfolgt hatte, an den Besuch des Staatsoberhauptes. Er existiert heute nicht mehr. Wohl aber macht ein Soldatenfriedhof auf das Kriegsgeschehen aufmerksam.
Aufgrund der Bestimmungen des Versailler Vertrags stimmte die Bevölkerung im Abstimmungsgebiet Allenstein, zu dem Grabnick gehörte, am 11. Juli 1920 über die weitere staatliche Zugehörigkeit zu Ostpreußen (und damit zu Deutschland) oder den Anschluss an Polen ab. In Grabnick stimmten 540 Einwohner für den Verbleib bei Ostpreußen, auf Polen entfielen keine Stimmen.
Die Zahl der Einwohner Grabnicks verringerte sich in der ersten Hälfte des 20. Jahrhunderts auf 757 im Jahre 1933 und 688 im Jahre 1939.
In Kriegsfolge kam Grabnick 1945 mit dem gesamten südlichen Ostpreußen zu Polen. Das Dorf trägt seither die polnische Namensform „Grabnik“ und ist heute Sitz eines Schulzenamtes (polnisch Sołectwo) innerhalb der Landgemeinde Stare Juchy (Alt Jucha) im Powiat Ełcki (Kreis Lyck), vor 1998 der Woiwodschaft Suwałki, seitdem der Woiwodschaft Ermland-Masuren zugehörig.

### Amtsbezirk Grabnick (1874–1945)
In den Amtsbezirk Grabnick waren ursprünglich zehn, am Ende aufgrund struktureller Veränderungen noch acht Dörfer eingegliedert:
| Name                             | Änderungsname 1938 bis 1945 | Polnischer Name | Bemerkungen                               |
| -------------------------------- | --------------------------- | --------------- | ----------------------------------------- |
| Czerwonken                       | (ab 1932:) Rotbach          | Czerwonka       |                                           |
| Grabnick                         |                             | Grabnik         |                                           |
| Groß Lepacken                    | Ramecksfelde                | Lepaki Wielkie  |                                           |
| Gusken                           |                             | Guzki           |                                           |
| Klein Lepacken                   | Kleinramecksfelde           | Lepaki Małe     | Etwa 1893 nach Groß Lepacken eingemeindet |
| Krolowolla                       | (ab 1926:) Königswalde      | Królowa Wola    |                                           |
| Madeyken (Madeiken)              |                             | Madejki         |                                           |
| Malkiehnen                       | Malkienen                   | Małkinie        |                                           |
| Moldzien                         | Mulden                      | Mołdzie         |                                           |
| Woszczellen 1928–1938: Woszellen | Neumalken                   | Woszczele       |                                           |

Am 1. Januar 1945 bilden den Amtsbezirk Grabnick die Orte: Grabnick, Gusken, Königswalde, Malkienen, Mulden, Neumalken, Ramecksfelde und Rotbach.

## Religionen

### Kirchengebäude
Eine Kirche gab es in Grabnick bereits 1565. Wegen Baufälligkeit musste sie ersetzt werden, was genau nach 300 Jahren geschah: im Jahre 1865 entstand auf den alten Steinfundamenten und dem Turmunterstock der Feldsteinbau wieder neu. Nur wenige Stücke der Innenausstattung haben sich erhalten. Wohl aber eine Glocke, die man auf dem Glockenfriedhof in Hamburg aufspürte und die heute in der Kirche auf dem Altenberg bei Heidenrod-Egenroth läutet. In den Jahren nach 1945 wurde das Gotteshaus entsprechend der veränderten Nutzung bei katholischer Liturgie neu gestaltet. Es wurde neu geweiht und der Gottesmutter von Częstochowa geweiht.

### Kirchengemeinde

#### Evangelisch
Bis 1945 bestand in Grabnick eine evangelische Kirchengemeinde, die auf der in vorreformatorischer Zeit gegründeten Kirchengemeinde aufbaute. Die Pfarrstelle war ab 1565 kontinuierlich besetzt, und im Jahre 1925 zählte das Kirchspiel insgesamt 2.090 Gemeindeglieder. Das Kirchenpatronat oblag zuletzt den staatlichen Behörden. Eingegliedert war die Pfarrei Grabnick in den Kirchenkreis Lyck in der Kirchenprovinz Ostpreußen der Kirche der Altpreußischen Union.
Das Leben der evangelischen Kirchengemeinde in Grabnick kam aufgrund von Flucht und Vertreibung der einheimischen Bevölkerung nach 1945 zum Erliegen. Die wenigen heute hier lebenden evangelischen Gemeindeglieder haben sich der Kirchengemeinde in Ełk angeschlossen, einer Filialgemeinde der Pfarrei Pisz (deutsch Johannisburg) in der Diözese Masuren der Evangelisch-Augsburgischen Kirche in Polen.

#### Römisch-katholisch

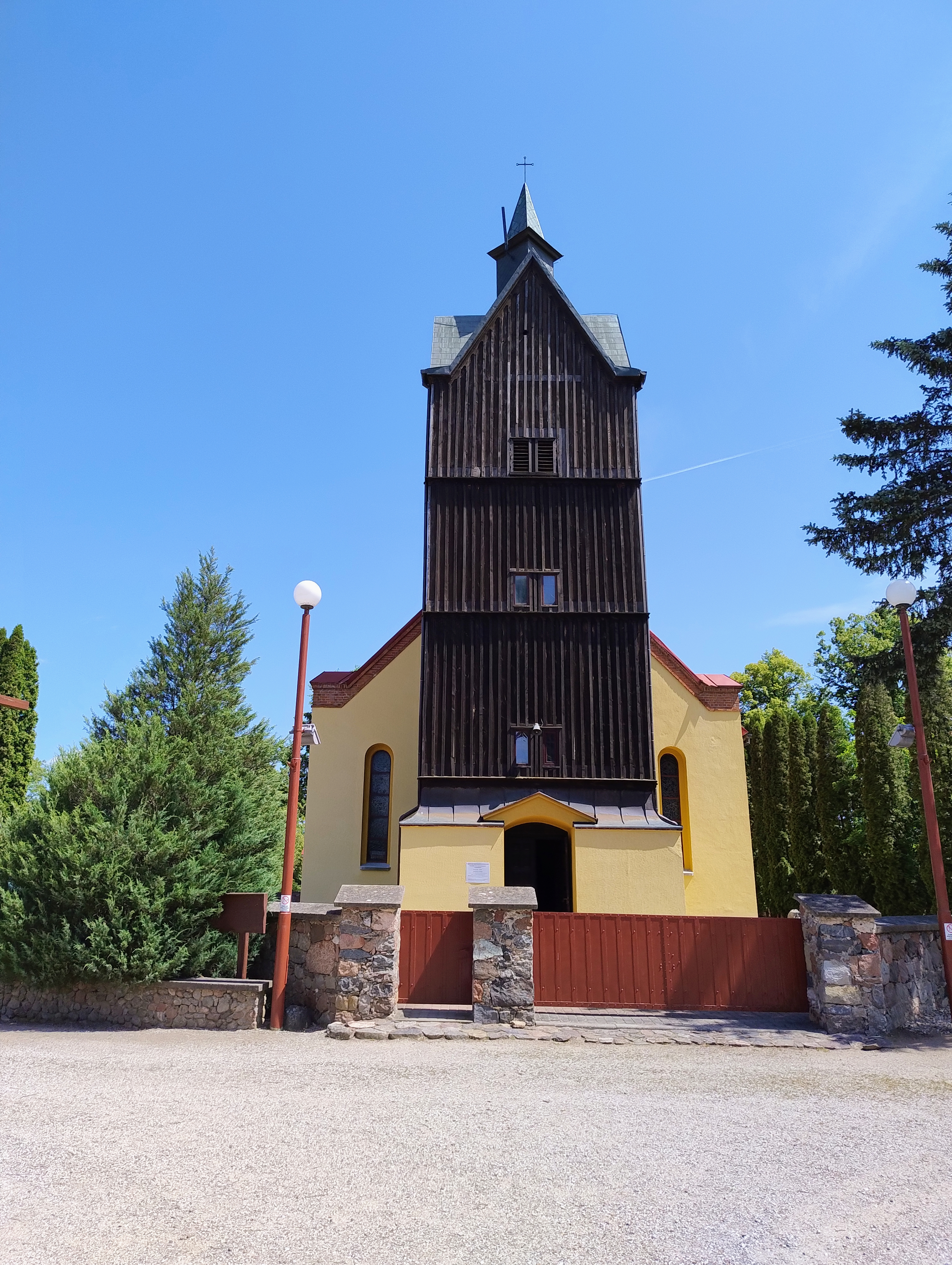
(2025)

Vor 1945 lebten in Grabnick nur wenige Katholiken. Sie gehörten zur St.-Adalbert-Kirche in Lyck im Bistum Ermland. Nach 1945 erfolgte in der Region Grabnick wie überall in Masuren die Ansiedlung polnischer Bürger besonders aus Ostpolen, fast ausschließlich römisch-katholischer Konfession. Sie übernahmen das bisher evangelische Gotteshaus des Dorfes als ihre Pfarrkirche und gestalteten sie im Innern neu. Die heute bestehende Pfarrei Grabnik ist in das Dekanat Ełk – Św. Rodziny im Bistum Ełk der Römisch-katholischen Kirche in Polen eingegliedert. In Woszczele (Woszczellen, 1928 bis 1938 Woszellen, 1938 bis 1945 Neumalken) besteht eine Filialkirche.

## Verkehr
Grabnik liegt verkehrsgünstig an der Woiwodschaftsstraße 656, die die Regionen Ełk (Lyck) und Giżycko (Lötzen) miteinander verbindet. Von Süden aus Rogale (Rogallen) herkommend endet die Nebenstraße 1917N in Grabnik.
Die nächste Bahnstation ist Woszczele (Woszczellen/Woszellen, 1938 bis 1945 Neumalken) an der Bahnstrecke Korsze–Białystok.